# Yenimahalle, Babaeski
Yenimahalle là một xã thuộc huyện Babaeski, tỉnh Kırklareli, Thổ Nhĩ Kỳ. Dân số thời điểm năm 2011 là 210 người.